# René Rohde
René Rohde (* 10. September 1980) ist ein deutscher Fußballschiedsrichter aus Rostock. Er pfeift für den TSV Thürkow im Fußballverband Mecklenburg-Vorpommern.

## Leben
Von 2013 bis 2020 leitete er insgesamt 58 Spiele in der 2. Bundesliga. Seitdem fungiert Rohde nur noch als spezialisierter Schiedsrichterassistent in der Bundesliga, in der er bereits seit 2013 aktiv ist. Seinen ersten internationalen Einsatz hatte Rohde am 14. Juli 2015 in der Qualifikation für die UEFA Champions League mit der Partie Partizan Belgrad gegen den FC Dila Gori (1:0).
Am 12. August 2023 agierte Rohde als Assistent von Bastian Dankert beim DFL-Supercup zwischen dem FC Bayern München und RB Leipzig (0:3). Am 25. Mai 2024 war er erneut als Assistent von Dankert beim DFB-Pokalfinale zwischen dem 1. FC Kaiserslautern und Bayer 04 Leverkusen aktiv.